# Xuxa Só para Baixinhos 3
Xuxa Só para Baixinhos 3: Country (também conhecido como XSPB 3) é o sétimo álbum de vídeo e o vigésimo quinto álbum de estúdio da artista musical brasileira Xuxa. O seu lançamento ocorreu em 25 de julho de 2002 pela Som Livre. Este é o terceiro álbum da coleção Só para Baixinhos e foi produzido por Zé Henrique. Com este trabalho, Xuxa conquistou pela segunda vez consecutiva o Grammy Latino na categoria Álbum Infantil Latino do Ano.

## Lançamento e recepção
Xuxa Só para Baixinhos 3 chegou as lojas do Brasil em 25 de julho de 2002. A gravação da edição em vídeo do projeto ocorreu até 25 de fevereiro de 2002, nos estúdios Cinédia, no Rio de Janeiro. No total, mais de 1 milhão de cópias foram comercializadas, com a Associação Brasileira dos Produtores de Discos (ABPD) – atualmente Pro-Música Brasil (PMB) – emitindo certificações de ouro, platina e platina dupla. Segundo um ranking da revista Istoé Gente, alcançou a terceira posição entre os mais vendidos no Brasil na semana de 16 a 22 de outubro de 2002, sendo o álbum mais vendido do ano, de acordo com a ABPD. De acordo com a certificadora, em matéria para o Jornal do Brasil, Xuxa foi o único artista brasileira a vender 1 milhão de cópias em 2002. Com este trabalho, ela venceu pela segunda vez o Grammy Latino na categoria Álbum Infantil Latino do Ano.

## Turnê
Só Para Baixinhos: O Show foi a décima segunda turnê de Xuxa, baseada nos quatro primeiros volumes da série Só Para Baixinhos. A turnê passou por várias cidades do Brasil, incluindo Belo Horizonte, Vitória, Rio de Janeiro, Recife, Salvador, Porto Alegre, Maceió, São Luís, Natal e Goiânia. A ideia para essa turnê surgiu em 2000, após o lançamento do projeto XSPB, mas foi idealizada para 2001 e cancelada devido a um acidente nas gravações do Xuxa Park. Embora tenha marcado o retorno da apresentadora aos palcos, é uma turnê pouco conhecida pelo público. O cenário se assemelhava ao do projeto XSPB 2, com árvores e nuvens. A turnê começou em 9 de novembro de 2002 e terminou em dezembro do ano seguinte.

## Lista de faixas
| N.º            | Título                                                                  | Compositor(es) | Duração |  |
| 1.             | "Vamos Brincar" (Down By The Bay)                                       | Raffi Ken Whiteley Versão: Vanessa Alves                                                                                             | 2:00    |  |
| 2.             | "Mosca Sai" (Flick a Fly)                                               | Hap Palmer Versão: Vanessa Alves | 1:48    |  |
| 3.             | "Bumbum, Como é Bom Ser Lelé!" (Boom Boom, Ain't it Great to be Crazy?) | David Bernard Wolf Versão: Vanessa Alves                                                                                             | 1:32    |  |
| 4.             | "Imitando os Animais" (Animal Action)                                   | Greg Scelsa Christopher Moroney Covita Moroney Versão: Vanessa Alves                                                                 | 2:01    |  |
| 5.             | "Sou um Jacaré" (I'm an Alligator)                                      | Gary Driskell Ron Kingery Stephen Elkins Versão: Vanessa Alves                                                                       | 1:45    |  |
| 6.             | "Vem Dançar Com o Txutxucão" (Wave to Wags)                             | M Cook J Fatt A Field G Page J Field Versão: Vanessa Alves                                                                           | 1:45    |  |
| 7.             | "Papi, o Camelo" (Sally, The Camel)                                     | Bob Singleton Versão: Vanessa Alves                                                                                                  | 2:00    |  |
| 8.             | "Como é Bom Pular" (Gotta Hop!)                                         | David Jack Versão: Vanessa Alves | 3:04    |  |
| 9.             | "Vamos no Shake" (Shake Your Sillies Out)                               | Raffi Bert Simpson Bonnie Simpson Versão: Vanessa Alves                                                                              | 2:19    |  |
| 10.            | "O Coelhinho Fufu" (Little Bunny Foo Foo)                               | Cal Scott Versão: Vanessa Alves | 3:04    |  |
| 11.            | "Mexa os Dedinhos" (Put Your Fingers In the Air)                        | Woody Guthrie Versão: Vanessa Alves                                                                                                  | 2:52    |  |
| 12.            | "Por Quê?" (Why?)                                                       | Joseph Phillips Tony Peugh Versão: Vanessa Alves                                                                                     | 2:02    |  |
| 13.            | "Os Três Carneirinhos" (Three Billy Goats Gruff)                        | Greg Scelsa Mike Lewis Versão: Vanessa Alves                                                                                         | 4:36    |  |
| 14.            | "O Sapinho Saiu Pra Passear" (A Frog Went a Walking)                    | M Cook J Fatt A Field G Page Versão: Vanessa Alves                                                                                   | 2:59    |  |
| 15.            | "Se eu Fosse" (The Gorilla Song)                                        | John Knowles Jay Knowles Versão: Vanessa Alves                                                                                       | 2:27    |  |
| 16.            | "Pot-Pourri: Pôneis / Cavalinhos" ("Ponies" e "Listen To The Horses")   | M Cook J Fatt A Field G Page em "Pôneis" David Eddleman Neva Aubin Elizabeth Crook Emma Hayden em "Cavalinhos" Versão: Vanessa Alves | 2:51    |  |
| 17.            | "Quantas Estrelas Tem no Céu?" (Can I Count The Stars)                  | Joseph Phillips Russel Riddle Joyce Slocum Versão: Vanessa Alves                                                                     | 2:32    |  |
| Duração total: | Duração total:                                                          | Duração total: | 41:31   |  |

| VHS e DVD      | | |         |  |
| N.º            | Título                                                                                             | Compositor(es) | Duração |  |
| 1.             | "Introdução"                                                                                       | | 0:46    |  |
| 2.             | "Vamos Brincar" (Down By The Bay)                                                                  | D. P. Versão: Vanessa Alves | 2:00    |  |
| 3.             | "Passagem (Crianças: Feliz)"                                                                       | | 0:22    |  |
| 4.             | "Bumbum, Como é Bom Ser Lelé!" (Boom Boom, Ain't it Great to be Crazy?)                            | D. P. Versão: Vanessa Alves | 1:32    |  |
| 5.             | "Passagem (Crianças: Mosca)"                                                                       | | 0:05    |  |
| 6.             | "Mosca Sai" (Flick a Fly)                                                                          | Hap Palmer Versão: Vanessa Alves | 1:48    |  |
| 7.             | "Passagem (Crianças: Animais)"                                                                     | | 0:16    |  |
| 8.             | "Imitando os Animais" (Animal Action)                                                              | Greg Scelsa Christopher Moroney Covita Moroney Versão: Vanessa Carvalho                                                              | 2:01    |  |
| 9.             | "Passagem (Crianças: Jacaré)"                                                                      | | 0:46    |  |
| 10.            | "Sou um Jacaré" (I'm an Alligator)                                                                 | D. P. Versão: Vanessa Alves | 1:45    |  |
| 11.            | "Passagem (Crianças: "Dançando Com o Txutxucão")"                                                  | | 1:18    |  |
| 12.            | "Vem Dançar Com o Txutxucão" (Wave to Wags)                                                        | M Cook J Fatt A Field G Page J Field Versão: Vanessa Alves                                                                           | 1:45    |  |
| 13.            | "O Sapinho Saiu Pra Passear" (A Frog Went a Walking)                                               | M Cook J Fatt A Field G Page Versão: Vanessa Alves                                                                                   | 2:59    |  |
| 14.            | "Passagem (Camelo)"                                                                                | | 0:07    |  |
| 15.            | "Papi, o Camelo" (Sally, The Camel)                                                                | D. P. Versão: Vanessa Alves | 2:00    |  |
| 16.            | "Passagem (Crianças: Fale o Que Quiser)"                                                           | | 0:22    |  |
| 17.            | "Como é Bom Pular" (Gotta Hop!)                                                                    | David Jack Versão: Vanessa Alves | 3:04    |  |
| 18.            | "Passagem (Crianças: Borboletinha)"                                                                | | 0:23    |  |
| 19.            | "Vamos no Shake" (Shake My Sillies Out)                                                            | Raffi Bert Simpson Bonnie Simpson Versão: Vanessa Alves                                                                              | 2:19    |  |
| 20.            | "Passagem (Introdução de "O Coelhinho Fufu")"                                                      | | 0:20    |  |
| 21.            | "O Coelhinho Fufu" (Little Bunny Foo Foo)                                                          | D. P. Versão: Vanessa Alves | 3:04    |  |
| 22.            | "Passagem (Crianças: Músicas Infantis)"                                                            | | 0:38    |  |
| 23.            | "Mexa os Dedinhos" (Put Your Finger In The Air)                                                    | Woody Guthrie Versão: Vanessa Alves                                                                                                  | 2:52    |  |
| 24.            | "Passagem (Crianças: Histórias de Crianças)"                                                       | | 1:04    |  |
| 25.            | "Por Quê?" (Why?)                                                                                  | Joseph Phillips Tony Peugh Versão: Vanessa Alves                                                                                     | 2:02    |  |
| 26.            | "Passagem (Crianças: Gato), (Não Atire o Pau no Gato-tô) e (Introdução de "Os Três Carneirinhos")" | | 1:06    |  |
| 27.            | "Os Três Carneirinhos" (Three Billy Goats Gruff)                                                   | Greg Scelsa Mike Lewis Versão: Vanessa Alves                                                                                         | 4:36    |  |
| 28.            | "Passagem (Sasha: Papai no Bolso e Mamãe no Coração)"                                              | | 0:20    |  |
| 29.            | "Se eu Fosse..." (The Gorilla Song)                                                                | John Knowle Jay Knowle Versão: Vanessa Alves                                                                                         | 2:27    |  |
| 30.            | "Passagem (Crianças: Cavalo)"                                                                      | | 0:04    |  |
| 31.            | "Pot-Pourri: Pôneis / Cavalinhos" ("Ponies" e "Listen To The Horses")                              | M Cook J Fatt A Field G Page em "Pôneis" David Eddleman Neva Aubin Elizabeth Crook Emma Hayden em "Cavalinhos" Versão: Vanessa Alves | 2:51    |  |
| 32.            | "Passagem (Crianças: Pai Nosso)"                                                                   | | 0:55    |  |
| 33.            | "Quantas Estrelas Tem no Céu?" (Count The Stars)                                                   | Joseph Phillips Russel Riddle Joyce Slocum Versão: Vanessa Alves                                                                     | 2:32    |  |
| 34.            | "Créditos (Sasha e Rian: Chapeuzinho Vermelho)"                                                    | | 3:00    |  |
| Duração total: | Duração total:                                                                                     | Duração total: | 53:29   |  |

## Créditos e equipe
- Direção Artística e Produção: Xuxa Meneghel
- Produção Musical: Zé Henrique
- Gravado e mixado no: Yahoo Studios
- Engenheiros de Gravação: Everson Dias e Sergio Knust
- Assistentes: Silvio Limeira (Silva), Paulinho Viralata e Marcos Bagalha
- Mixado por: Eduardo Chermont
- Assistente de Produção: Everson Dias (Vidal)

## Desempenho comercial
| País — Tabela musical (2002) | Posição de pico |
| ---------------------------- | --------------- |
| Brasil (HITS)                | 3               |

| País — Tabela musical (2002) | Posição |
| ---------------------------- | ------- |
| Brasil (Pro-Música Brasil)   | 1       |

| Região                                                                                             | Certificação | Vendas    |
| -------------------------------------------------------------------------------------------------- | ------------ | --------- |
| Brasil (Pro-Música Brasil)                                                                         | 2× Platina   | 1,400,000 |
| *números de vendas baseados somente na certificação ^distribuições baseadas apenas na certificação |              |           |

## Histórico de lançamento
| Região | Data                | Formato(s) | Gravadora(s) | Referência(s) |
| ------ | ------------------- | ---------- | ------------ | ------------- |
| Brasil | 25 de julho de 2002 | CD VHS     | Som Livre    | [ 1 ]         |
| Brasil | 2002                | DVD        | Som Livre    | [ 1 ]         |